# Julija Skopa
Julija Vital'evna Skopa, coniugata Tokareva (in russo Юлия Витальевна Скопа-Токарева?; Mosca, 15 marzo 1978), è un'ex cestista russa.

## Carriera
Con la Russia ha disputato i Giochi olimpici di Sydney 2000, due edizioni dei Campionati mondiali (1998, 2002) e tre dei Campionati europei (1999, 2001, 2003).